# Provincia de Zabul
Zābul (del persa: زابل) es una de las 34 provincias de Afganistán. Zābul se independizó de la provincia colindante de Kandahar en 1963, siendo la ciudad de Qalat, nombrada capital.

## Distritos
- Arghandab
- Atghar
- Daychopan
- Mizan
- Qalat-i-Ghilzai
- Shahjoy
- Shamulzayi
- Shinkay
- Tarnak Wa Jaldak

- Datos: Q139126
- Multimedia: Zabul Province / Q139126